# Хаями Гёсю
Хаями Гёсю (яп. 御舟, наст. имя Макита Эйити, яп. 蒔田栄一; 2 августа 1894, Токио — 20 марта 1935, Токио) — японский художник, писавший свои произведения в традиционном стиле нихонга.

## Жизнь и творчество
Начал серьёзно изучать живопись в тринадцатилетнем возрасте в художественной школе под руководством художника Мацумото Фуко (1840—1923), где копировал китайские картины времён династий Сун и Юань, а также японские, эпохи Ямато-э (X—XII столетия). Вместе с другими учениками Фуко создаёт «Клуб дуба» и много проводит времени на природе, делая зарисовки. С 1910 года художник начинает писать свои полотна в традиционных для Японии стилях Ямато-э и Римпа, в это же время он начинает выставлять свои работы. В 1911 году одна из его картин была приобретена императорским двором. В 1914 году он, руководствуясь семейными обстоятельствами (перенимая старшинство в материнской стороне своей семьи), принимает имя Гёсю. В том же году он посылает одну из своих картин (Изготовление бумаги в соседней деревне) в распущенное в 1913 году и восстановленное в 1914 художественное общество «Нихон бидзюцу-ин», после чего вступает в него, как и в другое, созданное вокруг живописца Имамуры, общество «Секиё-кай». Вплоть до ранней смерти Имамуры был его близким другом. В 1917 году Гёсю на Четвёртой выставке общества «Нихон бидзюцу-ин» представляет серию картин Шесть сцен из Киото, высоко оценённую другими членами общества. В 1920 году он выставляет свою картину Майко из Киото, написанную в необычном для Гёсю реалистическом стиле, что вызвало обсуждение в художественных кругах. В 1930 году Гёсю совершает поездку по Европе, посещает Грецию и Египет. В 1934 году он путешествует по Корее. В 1934 году художник умирает вследствие болезни.
Несмотря на кратковременное увлечение реалистической живописью, в целом мастер оставался верным избранному им традиционному японскому стилю. Так, в стиле нихонга созданы две наиболее известные его картины: Камелия, роняющая свои цветки (名樹散椿} и Танец пламени (炎舞}, включённые в список «Национального культурного достояния Японии». Обе они, как и более 100 других произведений Хаями Гёсю, хранятся в токийском музее Яматанэ.

## Галерея
- Танец пламени
- Майко из Киото (портрет гейши)
- Окрестности Киото
- Рядом с цветами (1932)
- Ночной снег (1930)

## Дополнения
- Работы и биография художника Архивная копия от 23 января 2021 на Wayback Machine